# Giuseppe Ogna
Giuseppe Ogna (Sant'Eufemia della Fonte, 5 novembre 1933 – Brescia, 7 maggio 2010) è stato un pistard e ciclista su strada italiano.
È stato campione del mondo dilettanti nella velocità (al Vigorelli di Milano nel 1955) e ha vinto una medaglia di bronzo nel tandem ai Giochi olimpici di Melbourne 1956 in coppia con Cesare Pinarello. È stato poi professionista dal 1957 al 1968. Nel 1964 si è sposato e ha avuto due figlie, Laura e Elena. Dopo aver lasciato il ciclismo ha continuato a lavorare nello sport.

## Palmarès

### Pista
- 1955

Campionati del mondo, Velocità Dilettanti (Milano)
- 1954

Campionati italiani, Velocità Dilettanti
Campionati italiani, Tandem Dilettanti (con Celestino Oriani)
- 1955

København, Sprint Ordrup
- 1958

Campionati italiani, Velocità
- 1962

Sei giorni di Adelaide
- 1963

Sei giorni di Launceston

### Strada
- 1955

Milano-Busseto

## Piazzamenti

### Competizioni mondiali
- Campionati del mondo su pista

Milano 1955 - Velocità Dilettanti: vincitore
- Giochi olimpici

Melbourne 1956 - Tandem: 3º